# Fjodor Emelianenko
Fjodor Vladimirovič Emeljanenko (rus.  Фёдор Владимирович Емельяненко- Fjodor Emel'janenko, ukr. Федір Володимирович Ємельяненко ) je ruski borac ukrajinskog podrijetla. Borac je mješovitih borilačkih športova, a rodio se 28. rujna 1976. u Ukrajini, gradu Rubižne (Luganska oblast). Emelianenko je bivši prvak svijeta u «kraljevskoj» kategoriji u «ultimate fightu». 

## Životopis
Rođen je kao drugo dijete oca Ukrajinca Vladimira Emilianenka, po struci zavarivača, i majke Ruskinje Olge Fedorovne, po struci učiteljice. Njegovi roditelji 1978. godine odlučili su se preseliti iz istočne Ukrajine u Rusiju, točnije u grad Starij Oskol (Belgorodska oblast).
Fedorov sportski entuzijazam razvio se vrlo rano, a do hrvanja je došao preko džuda i satova samoobrane. Nakon godinu dana treniranja za Fedorovu karijeru počeo se brinuti trener Vladimir Voronov, koji ga je učlanio u sportsku grupu. Godine 1991. Fedor završava školu i upisuje fakultet, da bi 1994. godine dobio i diplomu. Godine 1999. oženio se te je iste godine dobio i kćer Mašu. 

## Borilačka karijera
Fedor je dvije godine služio u ruskoj vojsci, no i dalje se aktivno bavio borilačkim sportovima. Sa svojih 106 kilograma i 183 centimetra visine, Fedor je postao borilačka ikona, koja je unijela strah u kosti mnogim velikim imenima ovog brutalnog i atraktivnog sporta. Danas Fedora smatraju najboljim MMA borcem svih vremena. 
Godine 1997. Fedor je postao prvak Rusije u džudu, a 2002. godine i svjetski Sambo prvak u teškoj kategoriji. Godine 2001. osvojio je turnir «Ring: Kings of Kings» u teškoj kategoriji, a 2002. i turnir «King of Kings absolute weight class». 
Godine 2004. osvojio je «Pride FC Grand Prix» u teškoj kategoriji, a godinu dana ranije postao je «Pride FC» prvakom u teškoj kategoriji. Tijekom karijere Fedor je u 23 meča ostvario čak 21 pobjedu, ali nikad nije osjetio što znači biti nokautiran. Jedini poraz velikom borcu nanio je Tsuyoshi Kohsaka tehničkim nokautom 17 sekundi nakon početka borbe. No, ruski borac se Koshaki odužio pobijedivši ga 2005. godine.

## Vanjske poveznice
- Fedor Emelianenko "The Last Emperor" Official Website: news, fights, videos, photos.  Arhivirana inačica izvorne stranice od 3. rujna 2011. (Wayback Machine)
- Službene višejezične stranice Fjodora Emilianenka
- Sportske stranice: Fedor "The Last Emperor" Emelianenko (eng.)